# Compsoptera yaminaria
Compsoptera yaminaria là một loài bướm đêm trong họ Geometridae.